# 林旭屏
林旭屏（1904年11月15日—1947年3月15日），台南州東石郡東石庄（今嘉義縣東石鄉）人，菸酒公賣局（今臺灣菸酒公司）菸草課長，二二八事件時被國民政府殺害，正六位 。

## 簡介
台中一中、京都第三高等學校、東京帝國大學法科畢業。
文官考試及格，歷任竹南郡郡守、台南州商工水產課長、新竹州地方課長兼總務課長等，1942年轉任專賣局菸草課長，為當時局中臺灣人階級最高者。 
1947年二二八事件時，所有外省籍員工皆離去，旭屏不願曠職，照常乘公車上班。上班時，遭軍方騙出，隨即殺害。

## 資料來源
李筱峰，1990，《二二八消失的台灣菁英》
1. ↑  . www.leksuoan.org. 2021-12-30  [2025-03-12] （英语）.
2. ↑  . （原始内容存档于2024-08-02）.